# Постачальник
Постачальник або вендор (англ. Vendor) — будь-яка юридична (організація, підприємство, установа) або фізична особа, що поставляють товари або послуги замовникам. Постачальник здійснює підприємницьку діяльність відповідно до умов укладеного договору поставки, який є одним з видів договору купівлі-продажу. У відповідності з договором поставки постачальник зобов'язується передати в обумовлений термін чи строки вироблені чи закуплені ним товари покупцю для використання у підприємницькій діяльності або в інших цілях, не пов'язаних з особистим, сімейним, домашнім або іншим подібним використанням.
Пошук постачальників — етап процесу купівлі, на якому компанія-покупець намагається вибрати найліпших постачальників.